# 柳亭明楽
柳亭 明楽（りゅうてい めいらく）は、落語家の名前。三遊亭 明楽としても名乗られていた。
- 三遊亭明楽 - 後∶三遊亭右朝
- 三遊亭明楽 - 現∶三遊亭佑行

柳亭 明楽（りゅうてい めいらく、1983年4月4日 - ）は、落語芸術協会に所属する落語家。柳亭楽輔門下の真打。本名∶赤岩 明。

## 経歴
入門前はモスバーガーに勤務、店長を務めていた。働きながら落語芸術協会が芸能花伝舎で主催する一般向けの落語体験教室に通ったのち、正式に入門する。
2009年8月、柳亭楽輔門下に入門。前座名は本名の「明」から取った「明楽」。
2013年8月中席より二ツ目昇進。
2023年5月1日より桂翔丸、春風亭吉好と共に真打に昇進。

## 芸歴
- 2009年8月 - 柳亭楽輔に入門、「明楽」を名乗る。
- 2013年8月 - 二ツ目昇進。
- 2023年5月 - 真打昇進。

## 人物
4人兄弟の末っ子
稽古をあまりせずなかなか噺を覚えないことが周りからの評価であり本人もネタにする共有認識。